# Cha Dong-min
Cha Dong-min (in hangŭl: 차동민; Seul, 24 agosto 1986) è un ex taekwondoka sudcoreano.

## Palmarès

### Olimpiadi
- 2 medaglie:
  - 1 oro (Pechino 2008 nei +80 kg)
  - 1 bronzo (Rio de Janeiro 2016 nei +80 kg)

### Mondiali
- 1 medaglia:
  - 1 argento (Gyeongju 2011 nei pesi medi)

### Campionati asiatici
- 1 medaglia:
  - 1 oro (Ho Chi Minh 2012 nei pesi massimi)

### Giochi dell'Asia orientale
- 1 medaglia:
  - 1 oro (Hong Kong 2009 nei pesi massimi)